# یواس‌اس مانیتور (ال‌اس‌وی-۵)
یواس‌اس مانیتور (ال‌اس‌وی-۵) (به انگلیسی: USS Monitor (LSV-5)) یک کشتی بود که طول آن ۴۵۸ فوت (۱۴۰ متر) بود. این کشتی در سال ۱۹۴۳ ساخته شد.